# Tanså hytta

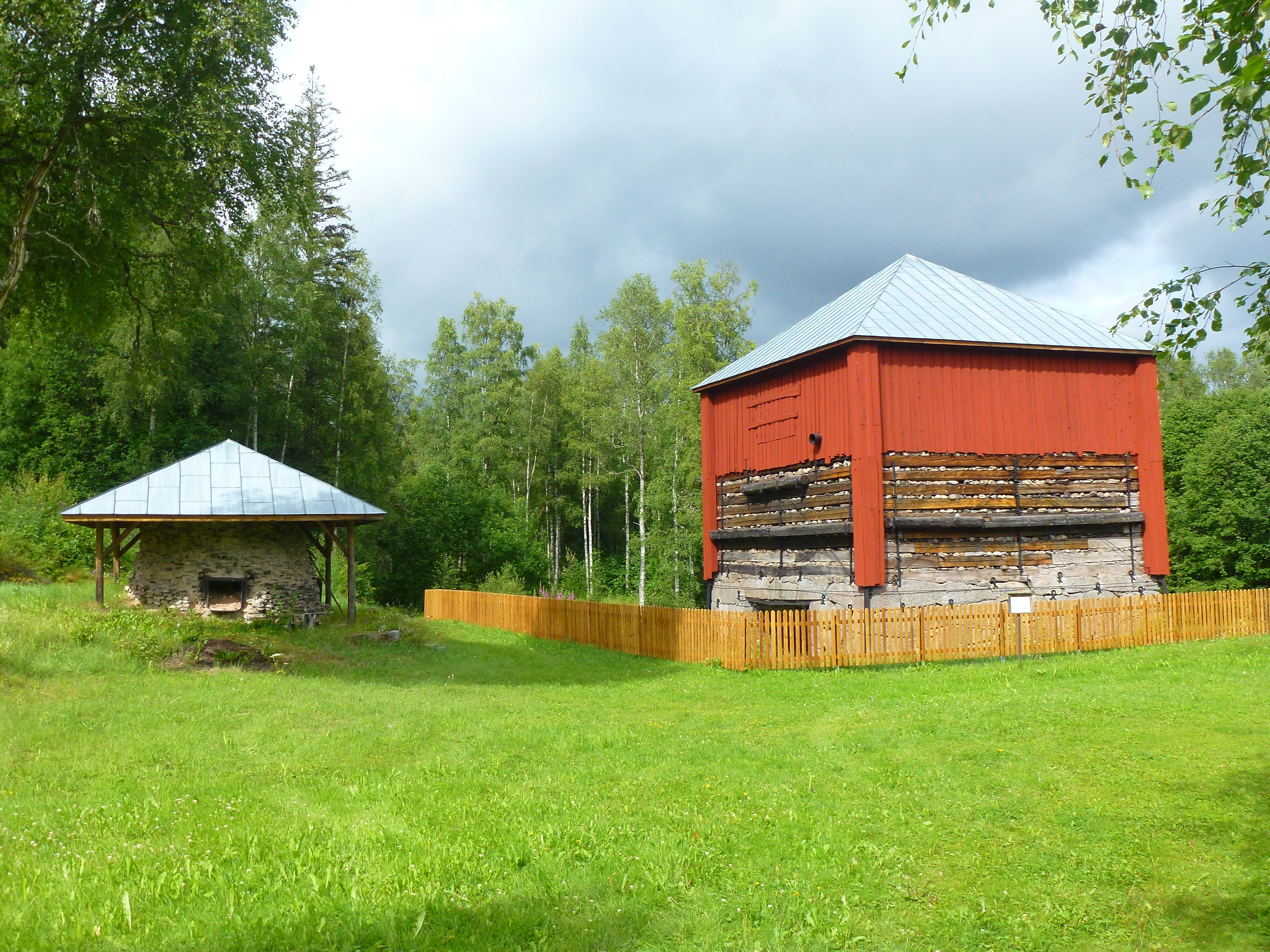
Tanså hytta, masugnen till höger och rostugnen till vänster, juli 2015.

Tanså hytta är en restaurerad mulltimmerhytta strax sydväst om Mockfjärd i Gagnefs kommun i Dalarnas län. Anläggningen var i drift mellan 1821 och 1867 och utgjorde Mockfjärds första större industri. År 1997 restaurerades masugnen. Hyttområdet är idag ett museum och mulltimmerhyttan räknas till de bäst bevarade i länet. Tanså hytta är ett fornminne med RAÄ-nummer Gagnef 106:1.

## Historik

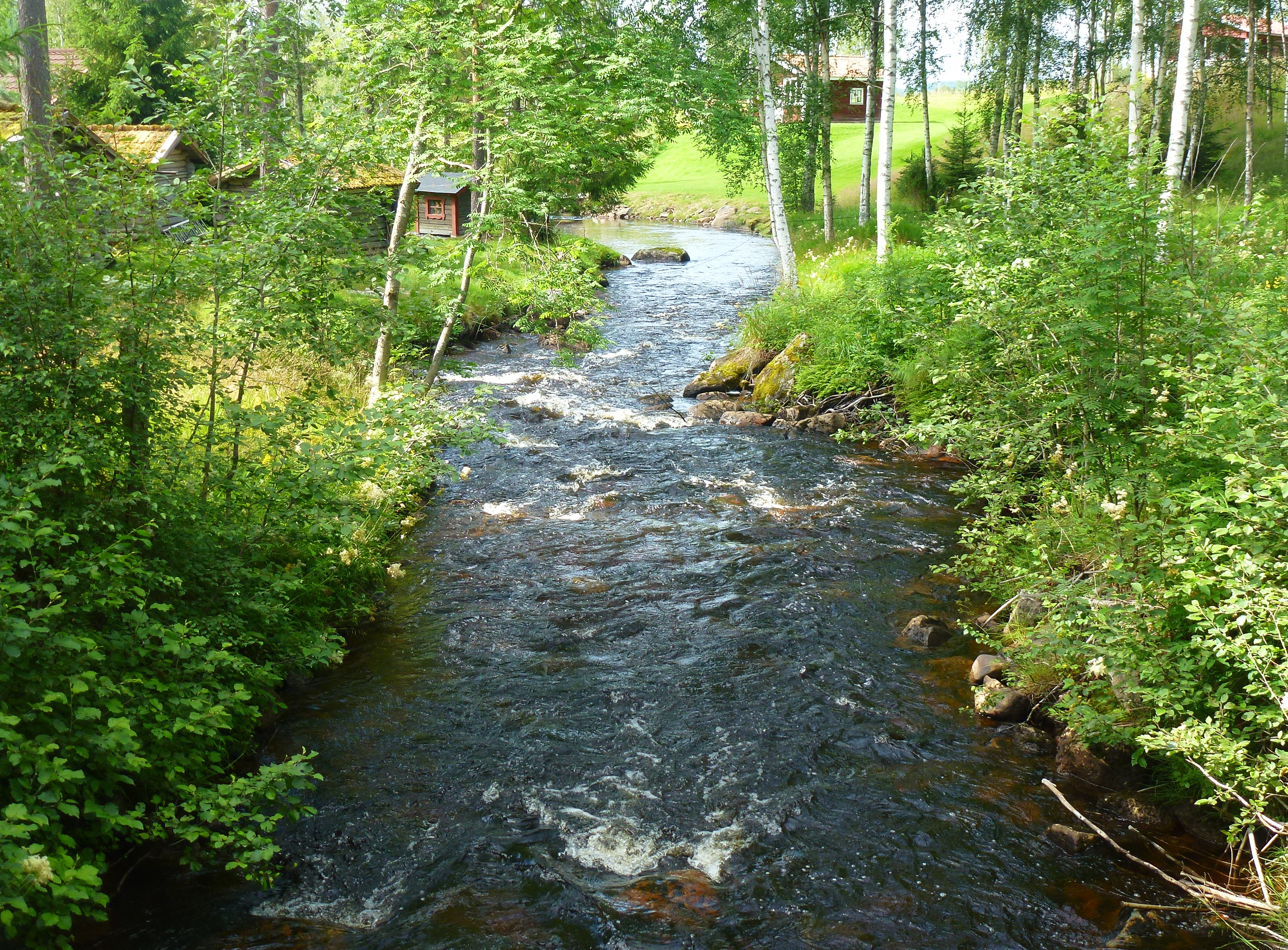
Tansån.

Under åren 1820 till 1821 uppfördes Tanså hytta på initiativ av Stora Kopparbergs bergslag (föregångaren till dagens Stora AB).  Platsen vid västra sidan om Tansån strax sydväst om Mockfjärd var väl vald. Här fanns vattenkraft från Tansån och Altån samt stora skogar för framställning av träkol och i närheten låg ett kalkbrott. Järnmalmen fraktades från gruvor i Västerbergslagen till hyttan. 
När hyttområdet var färdigställt bestod det av masugn, malmbås, rostugn och kolhus. Kolhuset fick en storlek av 20x85 meter. Mellan kolhuset och masugnen anordnades en ramp. Masugnens stenfot hade en höjd av fem meter och mätte 11x11 meter i plan. Masugnspipan var 9,5 meter hög och hade en diameter mellan 2,3 och 1,4 meter. Årsproduktionen låg vid 1 500 ton tackjärn. På östra sidan om Tansån uppfördes Tanså herrgård och bostäder för arbetskraften. Över Tansån byggdes en bro som knöt samman båda områdena. Man anlade även vägar för transporter. 
Som mest arbetade ungefär 20 personer vid hyttan, men cirka ett 100-tal bönder sysselsattes med kolning och transporter, främst vintertid. Under nära ett halvsekel framställdes här tackjärn som transporterades till bland annat Noraå bruk väster om Borlänge, Stora Tuna och Avesta Järnverk för vidareförädling. År 1837 installerades en trecylindrisk blåsmaskin som drevs av Tansåns vattenkraft.
Kring 1860-talet fick Tanså hytta allt mindre betydelse och sista blåsning ägde rum 1867. De friställda arbetarna fick nya arbetsuppgifter vid Domnarvets Jernverk i Borlänge. Efter nedläggningen förföll anläggningen i rask takt. Kolhuset revs delvis 1895 och dess kraftiga stockar användes vid bygget av första bron över Västerdalälven i Mockfjärd. Under första världskriget såldes även kolhusets järnbeslag som skrot och de flesta pelarna revs.

## Restauration och museum
Åren 1995 till 1997 genomfördes en omfattande restauration av själva masugnen då hela hyttan stabiliserades och försågs med en skyddande överbyggnad av trä. Över rostugnen och de kvarvarande slaggstenspelare till kolhuset monterades plåttak. Arbetet finansierades med hjälp av EU-bidrag och medel från Gagnefs kommun, länsstyrelsen och den lokala Spegeldammsfonden. Sedan dess är Tanså hytta ett museum och guidade visningar anordnas av Mockfjärd hembygdsförening. På försommaren 2015 genomfördes underhållsarbeten då hela masugnsöverbyggnaden ommålades med falu rödfärg och nya räcken uppsattes. Bron över Tansån finns inte kvar, däremot är Tanså herrgård bevarad (numera privatbostad). Hyttområdet nås enbart västerifrån via en cirka 300 meter lång stig genom skogen.

## Bilder

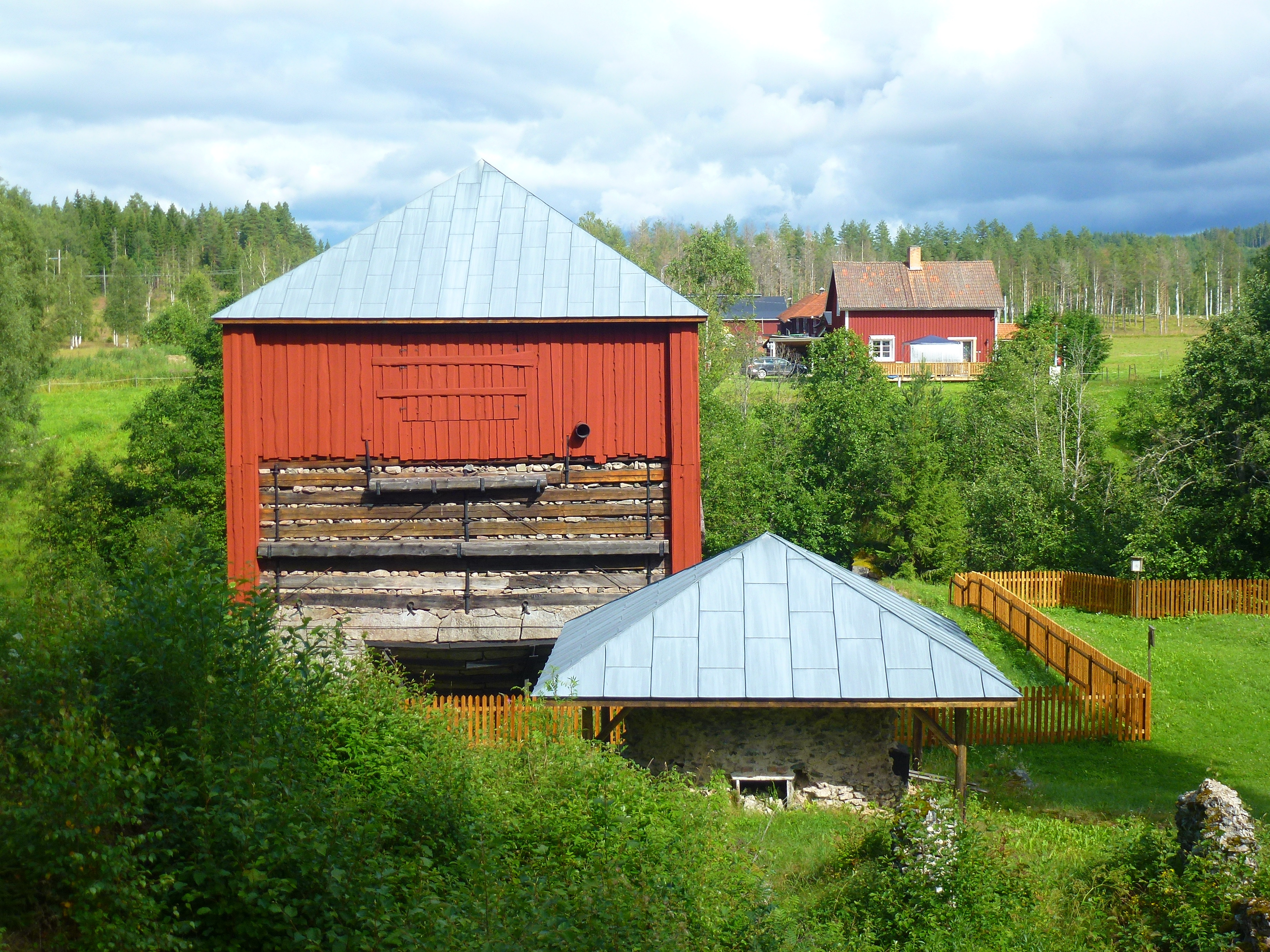
Tanså hytta, masugnen baktill. Nedre delen av rostugnen framför.
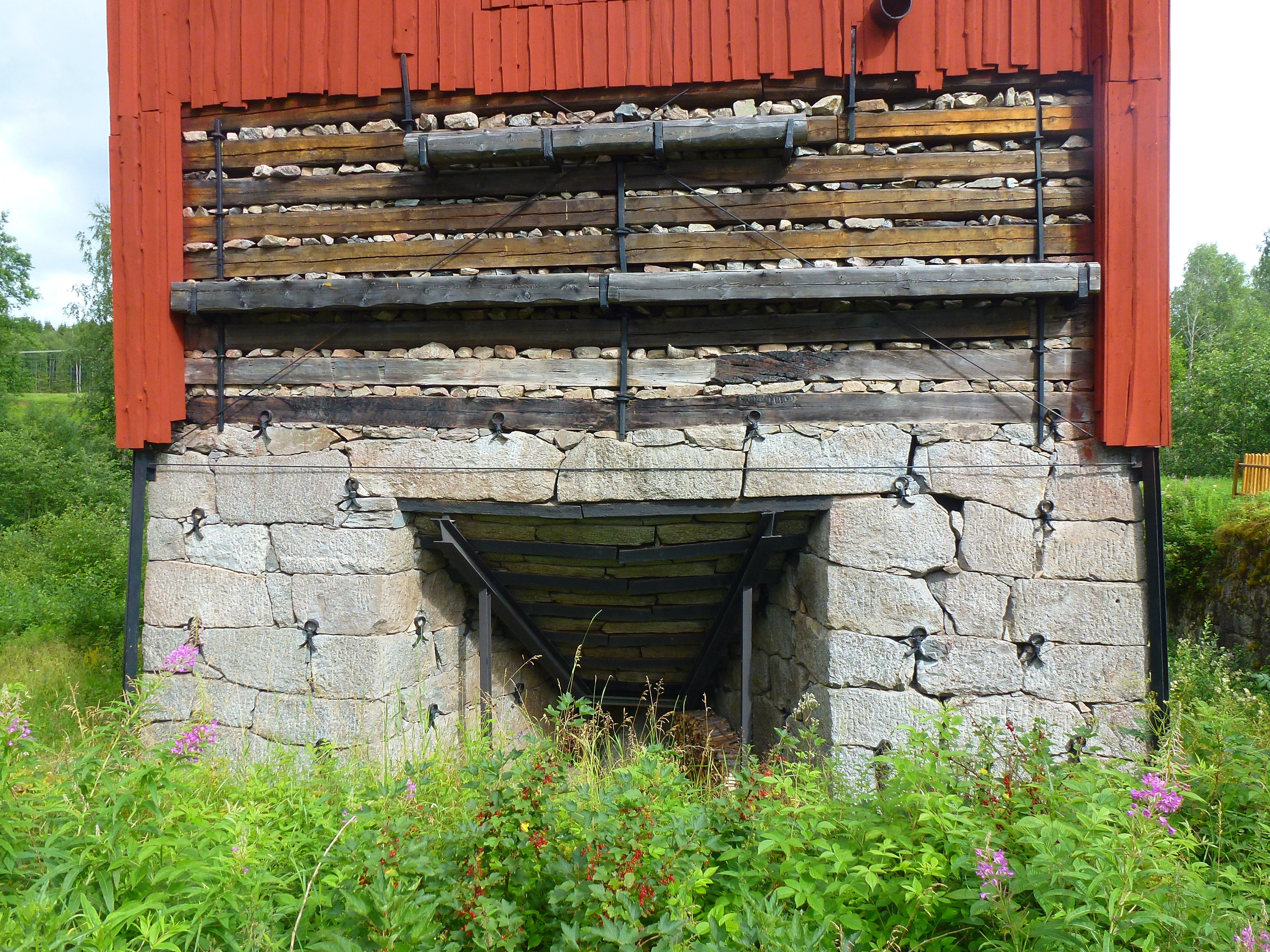
Masugnens utslagsbröst med nutida stagning.
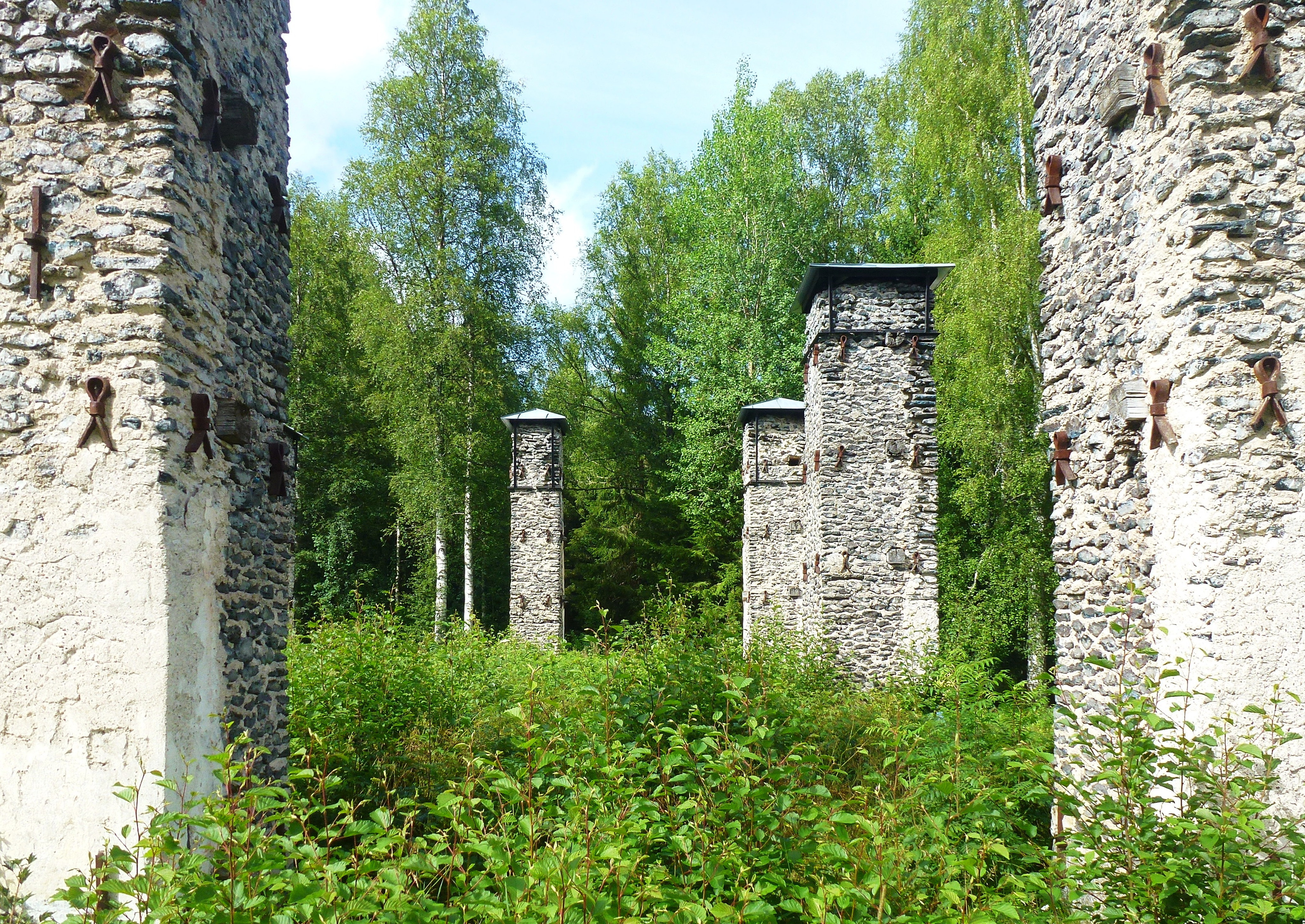
Kolhuspelarna försedda med nutida plåttak.
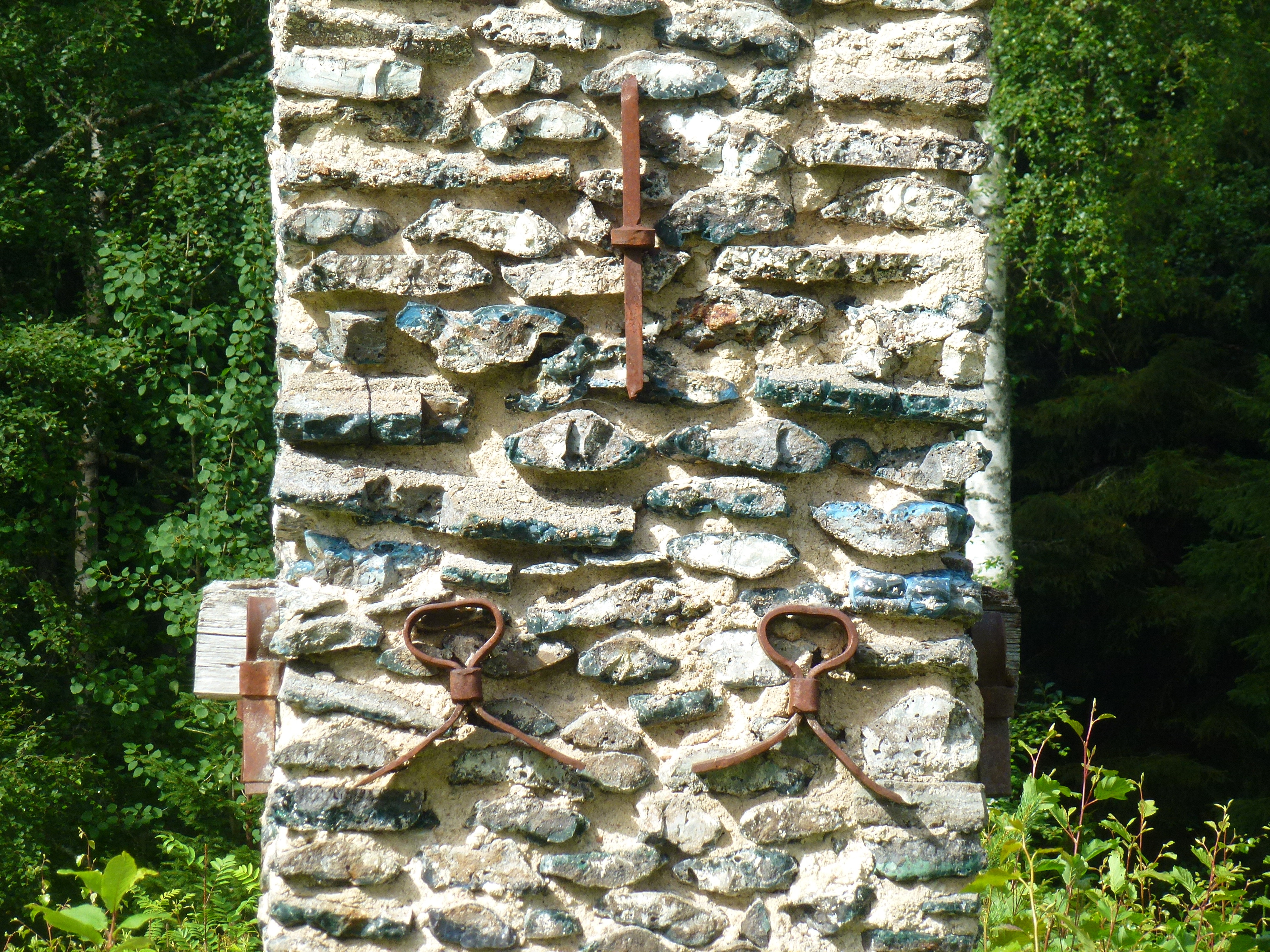
Detalj av kolhuspelare med synliga ankarjärn och den blåa bergslagsstenen.